# Xunantunich
Xunantunich est un site archéologique maya proche de Cahal Pech à la frontière du Guatemala et du Belize. Son nom signifie en maya vierge de pierre. Situé au sommet d’une colline, avec la rivière à ses pieds, accessible par un bac, le centre cérémoniel de Xunantunich n'est pas très étendu.
Le site est connu depuis 1938. Il fut alors nettoyé et cartographié. Le site est célèbre pour ses fresques de stuc en bon état de conservation (restaurées) autour de l’étage de la pyramide principale.
Des fouilles furent menées sur le côté sud du monument El Castillo en 1996. Le Castillo est l'un des principaux vestiges mayas du Belize. Ce temple, flanqué de structures pyramidales, est l'un des monuments majeurs d'une civilisation qui connut son apogée entre le VIIe et le Xe siècle apr. J.-C.
L'archéologue américain Jason Yaeger a fouillé un autre bâtiment, la structure  A-13. Ce monument, en lien avec la Place A-III était, selon lui, la résidence et le lieu de la cour des rois de Xunantunich, du moins pendant une période de son histoire. Jason Yaeger fit aussi l'hypothèse que l'accès restreint au bâtiment était un signe extérieur de la volonté de la classe supérieure de se couper du commun du peuple.
Comme d’autres rares sites mayas, ce site survécut au déclin maya et continua d'être habité dans un autre contexte culturel.
Entre 200 av. J.-C. et 200 apr. J.-C., plusieurs sites du type de Xunantunich se développèrent autour de la vallée de la rivière Belize.